# Felix Mendelssohnschool voor Muziek en Theater Leipzig

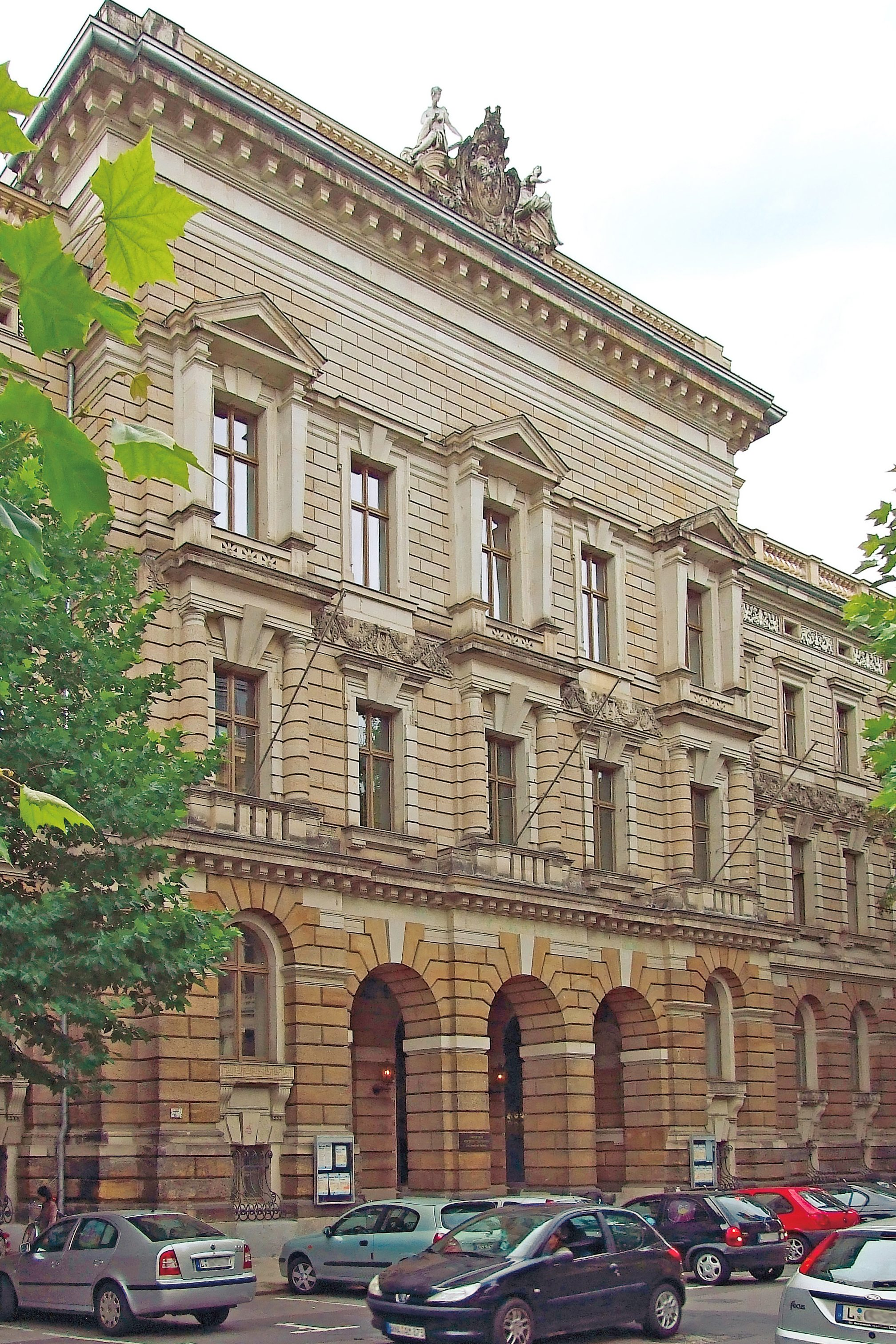
Voorkant van het theater

De Felix Mendelssohnschool voor muziek en theater (Duits: Hochschule für Musik und Theater "Felix Mendelssohn Bartholdy" Leipzig) is een conservatorium in Leipzig in de Duitse deelstaat Saksen. Deze instelling voor hoger muziekonderwijs werd opgericht op 2 april 1843. Het is een school in het hoger onderwijs voor de opleiding tot professioneel musicus en andere gerelateerde disciplines.

## Historie
Leipzig was een belangrijke muziekstad in Saksen. Het traditierijke Thomanerkoor, het in 1781 opgerichte Gewandhausorchester, bekende muziekuitgaven en componisten beïnvloedden het muziekculturele klimaat van de stad. Tegen deze achtergrond bleek de oprichting van een onderwijsinstituut voor muzikanten noodzakelijk. De realisatie kwam tot stand toen in 1839 de Oberhofgerichtsrat Heinrich Blümner en koning August III van Polen, die tegelijkertijd keurvorst Frederik August II van Saksen was, een bedrag van 20.000 Taler doneerden voor een instituut voor kunst en wetenschap. Op initiatief van de Gewandhauskapelmeester Felix Mendelssohn Bartholdy (1809-1847) werd het Leipziger Conservatorium der Musik als eerste instelling voor hoger muziekonderwijs in de huidige Bondsrepubliek Duitsland geopend.
Mendelssohn Bartholdy kon gerenommeerde leraren aan het instituut verbinden, onder andere de Thomaskantor Moritz Hauptmann (1792-1868), de organist Carl Ferdinand Becker (1804-1977), de concertmeester van het Gewandhausorkest Ferdinand David (1810-1873), de pianist Ignaz Moscheles (1794-1870) en voor korte tijd ook de componist Robert Schumann (1810-1856).
In 1876 kon zich het instituut op Koninklijk Besluit Königliches Konservatorium der Musik zu Leipzig gaan noemen. Op 5 december 1887 verhuisde het conservatorium naar een nieuw gebouw van de architect Hugo Licht (1841-1923) in een zuidwestelijke wijk van het centrum.
In 1924 werd het conservatorium in Landeskonservatorium der Musik zu Leipzig omgedoopt, omdat het Koninkrijk Saksen al sinds zes jaren niet meer bestond. In 1941 kreeg het opnieuw een nieuwe naam: Staatliche Hochschule für Musik, Musikerziehung und darstellende Kunst.
Na de Tweede Wereldoorlog werd het met de naam Mendelssohn-Bartholdy-Akademie heropend.
In 1992 werd de hogeschool voor muziek met de hogeschool voor theater samengevoegd en sindsdien draagt zij de naam Hochschule für Musik und Theater "Felix Mendelssohn Bartholdy".

## Bekende professoren en studenten
- Isaaz Albéniz, Spaans componist
- Joseph Ascher, componist
- Adolph Brodsky, Russisch violist
- Ferdinand David, professor voor viool en orkestdirectie
- Hugo Distler, componist en kerkmusicus
- Hermann Grabner, componist
- Edvard Grieg, Noors componist
- Johan Halvorsen, Noors componist
- Albrecht Haupt, kerkmusicus en universiteitsmuziekdirecteur in Ulm
- Moritz Hauptmann, muziektheoreticus
- Johannes Nicolaas Helstone, Surinaams componist en dirigent
- Tobias Künzel, popmusicus
- Ignaz Moscheles, componist, pianovirtuoos, dirigent en muziekpedagoog
- Carl Reinecke, componist, pianist en dirigent
- Ernst Friedrich Richter, vanaf 1843, naast Felix Mendelssohn Bartholdy en Robert Schumann, professor voor harmonie en compositie
- Karl Richter, bekende Bachinterpreet en professor in München
- Julius Röntgen, Nederlands-Duits pianist, componist, koordirigent.
- Rolf Schirmer, componist
- Robert Schumann, componist
- Arthur Sullivan, Brits componist
- Johan Svendsen, Noors componist en dirigent
- Johannes Verhulst, Nederlands componist en dirigent
- Leopold Wenninger
- Otto Weinreich, pianist